# Đảo Cảnh Cước
Đảo Quan Lạn hay đảo Cảnh Cước (tên trước đây) là một hòn đảo ngoài rìa trên vịnh Bái Tử Long, huyện Vân Đồn, tỉnh Quảng Ninh, miền bắc Việt Nam.

## Địa lý
Đảo Quan Lạn thuộc quần thể vườn quốc gia Bái Tử Long, thuộc tuyến đảo Vân Hải, vòng ôm lấy rìa phía Đông của vịnh Bái Tử Long, thương cảng cổ Vân Đồn đặt tại nơi đây.
Dân số toàn đảo khoảng 7000 người.

### Điều kiện tự nhiên
Khí hậu trên đảo Quan Lạn do nằm trong vùng vịnh Bái Tử Long nên cũng mang đặc điểm khí hậu của vùng này. Đảo có khí hậu phân hóa 2 mùa rõ rệt: mùa hạ nóng ẩm, và mùa đông khô lạnh. Nhiệt độ trung bình năm từ 15 °C- 25 °C; lượng mưa vào khoảng 2000mm / năm. Thủy triều trên đảo với mức triều vào khoảng 3.5- 4m/ngày. Độ mặn nước biển vào khoảng từ 31- 34.5 phần nghìn vào mùa khô và thấp hơn trong mùa hè.
Do vị trí nằm trong một ngư trường kín gió, nước sâu, ít lắng đọng nên vùng Vân Đồn có nhiều hải sản sản vật phong phú về loài, số lượng như: Tôm he, mực, sá sùng, bào ngư, tôm hùm, hải sâm. Sái sùng Quan Lạn là hải sản nổi tiếng vì chất lượng tuyệt hảo, sự bổ dưỡng và quý hiếm. Từ thời xưa, chúng được khai thác để làm cống vật cho vua, quan.
Quan Lạn nói riêng và Vân Đồn còn nổi tiếng với nguồn châu báu phong phú.
Đảo có nguồn tài nguyên rừng rất lớn: rừng có nhiều loại gỗ quý như lim, táu, nghiến... đặc biệt là gỗ mần lái làm đình Quan Lạn là thứ lâm thổ sản đặc hữu ở đây mà không nơi nào khác có được. Trên đảo cũng có nhiều loại thú quý như khỉ lông vàng, cắc kè, công,...

## Hành chính
Về hành chính, phần phía nam đảo thuộc địa giới xã Quan Lạn còn phần phía bắc thuộc xã Minh Châu của huyện Vân Đồn.

## Lịch sử
Từ trước khi thương cảng cổ Vân Đồn được lập, đảo Quan Lạn với hình thế và vị trí đặc biệt của mình, chạy gần như song song với đất liền, ngăn thành một vụng biển kín gió, nước sâu, dòng rộng, thuyền bè đi lại an toàn, đã cấu thành một tuyết đường biển quan trọng. Ngày nay trên đảo có đình Quan Lạn (chữ Hán trong đình ghi là Quang Lạn) trong đó có thờ vua Lý Anh Tông, người ra quyết định thành lập thương cảng Vân Đồn.
Năm 1288, khi quân Mông Nguyên xâm lược Đại Việt lần thứ III, quân dân nhà Trần dưới sự chỉ huy của Trần Khánh Dư và 3 anh em họ Phạm đã kịch chiến trong suốt 10 ngày với đoàn thuyền của Trương Văn Hổ, và tiêu diệt đoàn thuyền này. Hiện có đền thờ 3 anh em họ Phạm và đền thờ (nghè) Trần Khánh Dư.

## Văn hóa - du lịch

### Di tích lịch sử quốc gia
Năm 1990, cụm di tích Quan Lạn được Bộ Văn hoá – Thông tin (này là Bộ Văn hoá - Thể thao – Du lịch) xếp hạng với hệ thống đình – chùa - miếu nghè công nhận là di tích lịch sử và kiến trúc nghệ thuật cấp quốc gia.
Ngày này, đây là một địa điểm phát triển về ngành du lịch, vào ngày 18/6 âm lịch mỗi năm có một lễ hội, đó là lễ hội Chèo bơi rất được mọi người ưa chuộng, các nơi đều về dự.
Đảo Cảnh Cước nổi tiếng với những bãi tắm biển còn hoang sơ nước trong veo như bãi biển Sơn Hào, bãi biển Quan Lạn và bãi biển Minh Châu cát trắng. Phương tiện đi lai chính là xe tuk tuk. Khoảng thời gian từ tháng 4; tháng 5 và tháng 6 hoặc tháng 9 đến tháng 10 được xem là thời điểm đẹp nhất để du lịch đảo Cảnh Cước. Để có thể tham quan và khám phá được hết vẻ đẹp của đảo Cảnh Cước bạn nên tham gia tour du lịch quan lạn của Công Ty Cổ Phần Cinvestra Việt Nam - Cinvestra Travel 

### Hải đăng
Đầu thế kỷ XIX, người Pháp đã cho xây dựng ở đây ngọn hải đăng để xác định vị trí và tọa độ cho các tàu buôn. Ngọn đèn này có thể chiếu xa trong vòng bán kính 40 km tương đương 22 hải lý.